# Sonnet 8

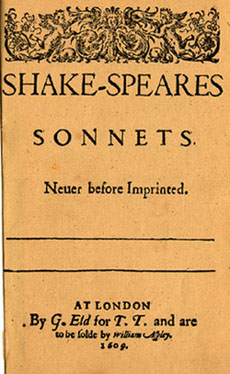
Sonnetten van Shakespeare, 1609

Sonnet 8 maakt deel uit van Shakespeares bekende sonnettenbundel met 154 gedichten die, waarschijnlijk ongeautoriseerd, in 1609 werd gepubliceerd. Sonnet 8 behoort tot wat nu de 17 procreation sonnets wordt genoemd. In deze reeks spoort de dichter een jongeman aan om kinderen te krijgen vooraleer zijn jeugd voorbij is. De vraag over wie deze jongeman ("Mr. W.H.") tot wie Shakespeare zich richtte, wel geweest zou zijn gaf aanleiding tot veel speculatie. In het academisch debat wordt vaak de naam Henry Wriothesley als beste kandidaat voorgesteld. Ook in dit sonnet argumenteert de dichter dat zijn mooie vriend niet mag treuzelen om voor nageslacht te zorgen, dit keer door metaforen uit de muziek te gebruiken.

## Shakespeares tekst
| Sonnet 8 Music to hear, why hear'st thou music sadly? Sweets with sweets war not, joy delights in joy. Why lov'st thou that which thou receiv'st not gladly, Or else receiv'st with pleasure thine annoy? If the true concord of well-tunèd sounds By unions married do offend thine ear, They do but sweetly chide thee, who confounds In singleness the parts that thou shouldst bear. Mark how one string, sweet husband to another, Strikes each in each by mutual ordering, Resembling sire and child and happy mother, Who all in one one pleasing note do sing; Whose speechless song, being many, seeming one, Sings this to thee: 'Thou single wilt prove none.' |

## Vertaling
Jij die zelf als muziek bent, waarom maakt het horen van muziek je droevig?

Zoet strijdt niet met zoet, vreugde is verrukt door vreugde,

Waarom schep je plezier in iets dat je pijn doet?

Of anders met plezier je kwelling ontvangt,

Als het geluid van goed gestemde tonen

In harmonie verenigd, je oren kwetsen,

Dan doen ze dit als zoet verwijt, aan jou

Die slechts soleert in plaats van zijn partij te spelen.

Merk toch hoe snaar aan snaar, als lieflijke echtgenoot van een andere,

In samenspel klinkt in eensgezinde orde,

Gelijk een man met kind en een gelukkige moeder,

Die allen met één stem dezelfde noot zingen,

Hun woordeloos lied, met velen als één tezamen,

Zingt je dit toe: 'Wie alleen blijft, wordt niets.'

## Analyse
Algemeen
Shakespeares sonnetten zijn voornamelijk geschreven in een metrum genaamd jambische pentameter, een rijmschema waarin elke sonnetregel bestaat uit tien lettergrepen. De lettergrepen zijn verdeeld in vijf paren, jambes genoemd, waarbij elk paar begint met een onbeklemtoonde lettergreep.
Versregels van Sonnet 8
De dichter (Shakespeare) ziet het droevige gezicht van de jongeman terwijl deze naar muziek luistert. Wat hij in dit sonnet zegt, kunnen we als volgt samenvatten:

Jouw stem klinkt mij als muziek in de oren. Waarom maakt muziek jou ongelukkig? En waarom hou je van datgene wat je droevig maakt? Harmonie kwetst je omdat je alleen bent. Zoals de snaren van een luit samenklinken in harmonie, zo is ook een gelukkige familie. Ook hun stemmen klinken als één en dezelfde. Je bent niets als je alleen bent.
Versregels 1-4
De eerste versregel herinnert aan Sonnet 128 dat op een gelijkaardige manier begint met How oft when thou, my music, music play'st. 
Music-hear-hearst-music is een chiasme.
Ook regel 3-4 heeft veel weg van een chiasme: Lov'st-receiv'st-receiv'st-pleasure.
Versregels 5-8
Versregels 5 tot 8 geven een antwoord op de vraag die de dichter stelde. Dat antwoord houdt in dat de jongeman bedroefd is als hij bij anderen (bij gezinnetjes dus) de harmonie ziet die hij zelf, als eenzaat, ontbeert en ook niet kan bereiken. De leden van een gezin worden hier vergeleken met de snaren van een luit die mooi samenklinken. Een luit in de renaissance had gewoonlijk twaalf snaren, waarbij telkens twee naast elkaar liggende snaren op elkaar moesten worden afgestemd zodat ze een harmonische toon produceerden als ze samen werden aangeslagen. De jongeman verkiest echter om alleen te zijn (een solopartij te spelen), in plaats van zijn (muziek)partij samen met die van anderen te spelen. ("In singleness the parts that thou should'st bear.") De jongeman, die eerst nog vergeleken werd met music to hear, wordt nu uitgescholden (chide) vanwege zijn gerichtheid op zichzelf, waardoor hij zijn kansen op echt geluk verspeelt.
Versregels 9-14
In het derde kwatrijn (9-12) van het sonnet exploreert de dichter verder de metafoor van harmonisch samenklinkende snaren en stelt die tegenover de egoïstische houding van de jongeman die verkiest alleen te blijven, ook al doet het hem pijn als hij anderen samen gelukkig ziet. Het afsluitende distichon, versregels 13 en 14, roept weer het beeld op van een gelukkig gezin dat geen woorden nodig heeft om dit uit te drukken (speechless song) en eindigt daardoor in een soort paradox door hen niettemin de volgende woorden te laten zeggen: Thou single wilt prove none. Dit herinnert aan een oud spreekwoord dat luidde: "One is no number", dat we ook in Christopher Marlowes gedicht Hero and Leander terugvinden als "One is no number; maids are nothing, then, Without the sweet society of men." Mogelijk werd Shakespeare door deze versregels van de in 1593 vermoorde Marlowe al dan niet bewust geïnspireerd toen hij zijn sonnet schreef.